# Macrostylis setulosa
Macrostylis setulosa är en kräftdjursart som beskrevs av Boris Vladimirovich Mezhov 1992. Macrostylis setulosa ingår i släktet Macrostylis och familjen Macrostylidae. Inga underarter finns listade i Catalogue of Life.